# František Berka (fotbalista)
František Berka (*11. ledna 1920) je bývalý český fotbalista, obránce a fotbalový trenér.

## Fotbalová kariéra
V československé lize hrál za FC Viktoria Plzeň. Nastoupil ve 118 ligových utkáních a dal 2 góly. Finalista Českého poháru 1943 a 1944.

## Ligová bilance
| Ročník                                     | Zápasy | Góly | Klub               |
| ------------------------------------------ | ------ | ---- | ------------------ |
| Národní liga 1940/41                       | -      | -    | SK Viktoria Plzeň  |
| Národní liga 1941/42                       | -      | -    | SK Viktoria Plzeň  |
| Národní liga 1943/44                       | -      | -    | SK Viktoria Plzeň  |
| Státní liga 1945/46                        | -      | -    | SK Viktoria Plzeň  |
| Státní liga 1946/47                        | -      | -    | SK Viktoria Plzeň  |
| Státní liga 1947/48                        | -      | -    | SK Viktoria Plzeň  |
| Státní liga 1948                           | -      | -    | SK Viktoria Plzeň  |
| Celostátní československé mistrovství 1949 | -      | -    | Sokol Škoda Plzerň |
| CELKEM                                     | 118    | 2    |                    |

## Trenérská kariéra
V sezóně 1962/63 vedl v lize Škodu Plzeň.